# 디 오더 (2001년 영화)
《디 오더》(The Order)는 미국에서 제작된 쉘던 레티치 감독의 2001년 액션 영화이다. 장 끌로드 반담 등이 주연으로 출연하였고 보즈 데이비슨 등이 제작에 참여하였다.

## 출연

### 주연
- 장 끌로드 반담
- 찰톤 헤스톤

### 조연
- 벤 크로스
- 소피아 밀로스
- 브라이언 톰슨

## 기타
- 공동제작: 레스 웰돈

## 박스 오피스
스페인에서 이 영화는 100,000명 이상의 관객에 약 600,000 유로의 수익을 거둬들이면서 흥행하였다. 멕시코에서도 560,000 달러 이상의 수익을 거두며 흥행하였다. 미국에서는 극장 개봉하지 않았으나 대여가 잘 되어 순수익이 1800만 달러 이상이었다. 디 오더는 영국과 독일에서도 비디오와 DVD로 출시되었다.